# Esthlogena porosoides
Esthlogena porosoides là một loài bọ cánh cứng trong họ Cerambycidae.